# Immunity
《Immunity》是美國創作歌手克萊羅的首張錄音室專輯，2019年8月2日發行，發行公司為Fader Label。專輯由克萊羅和吸血鬼週末前成員羅斯坦·巴曼里共同製作。

## 背景
克萊羅發行她的首張主流EP《Diary 001》後，又發行了多首個人和合作歌曲。2018年，她為電影《滑板厨房》創作了歌曲〈Heaven〉。她還跟Cuco和SG Lewis合作。2019年2月1日，克萊蘿獻聲助陣Wallows樂團首張錄音室專輯的主打單曲〈Are You Bored Yet?〉。2019年5月24日，克萊羅發行專輯的首支單曲〈Bags〉，並宣佈專輯將於8月發行。

## 巡演
2019年9月，克萊羅開始在北美巡迴演出，一共31場演出，地點包括Metro Chicago和Paradise Rock Club等。巡演助陣嘉賓有Beabadoobee和Hello Yello，2019年11月在波士頓結束。

## 評論反響
| 綜合得分      | 綜合得分 |
| 來源          | 評分     |
| ------------- | -------- |
|               | 7.0/10   |
|               | 76/100   |
| 評論得分      |          |
| 來源          | 評分     |
| AllMusic      | [ 6 ]    |
| 《前音後果》  | B+       |
| 《衛報》      | [ 8 ]    |
| 《NME》       | [ 9 ]    |
| 《觀察家報》  | [ 10 ]   |
| 《Pitchfork》 | 8.0/10   |
| 《Q》         | [ 11 ]   |
| 《滾石》      | [ 12 ]   |
| 《偏锋杂志》  | [ 13 ]   |
| 《Uncut》     | 4/10     |

《Immunity》獲得音樂評論家的正面評價。在聚合主流出版物評價並給出滿分為100分的平均分的網站Metacritic上，專輯獲得了76分，基於20則評論。

### 榮譽
2019年終，《Immunity》登上多個評論家榜單的年度專輯榜。
| 出版物                 | 榜單                     | 排名 | 參考   |
| ---------------------- | ------------------------ | ---- | ------ |
| 《告示牌》             | 2019年50張最佳專輯榜     | 22   | [ 15 ] |
| 《前音後果》           | 2019年50張專輯榜         | 45   | [ 16 ] |
| 《衛報》               | 2019年40張最佳專輯榜     | 20   | [ 17 ] |
| 《Les Inrockuptibles》 | 2019年100張最佳專輯榜    | 49   | [ 18 ] |
| 《洛杉磯時報》         | 2019年10張最佳專輯榜     | 5    | [ 19 ] |
| 《NME》                | 2019年50張最佳專輯榜     | 10   | [ 20 ] |
| 《Noisey》             | 2019年100張最佳專輯榜    | 17   | [ 21 ] |
| 《Paper》              | 2019年20張專輯榜         | 15   | [ 22 ] |
| 《Pitchfork》          | 2019年50張最佳專輯榜     | 18   | [ 23 ] |
| 《Popcrush》           | 2019年25張最佳專輯榜     | —    | [ 24 ] |
| 《偏锋杂志》           | 2019年25張最佳專輯榜     | 8    | [ 25 ] |
| 《Uproxx》             | 2019年50張最佳專輯榜     | 28   | [ 26 ] |
| 《Uproxx》             | 2019年35張最佳流行專輯榜 | 8    | [ 27 ] |

## 曲目列表
| 曲序     | 曲目               | 词曲            | 製作人                                                                             | 时长  |
| -------- | ------------------ | --------------- | ---------------------------------------------------------------------------------- | ----- |
| 1.       | Alewife            | 克莱尔·科特里尔 | 羅斯坦·巴曼里 （ 英语 ： Rostam Batmanglij） 科特里爾                                               | 3:33  |
| 2.       | Impossible         | 科特里爾 巴曼里 | 巴曼里 彼得·科頓塔爾（Peter Cottontale）                                           | 3:50  |
| 3.       | Closer to You      | 科特里爾 巴曼里 | 巴曼里                                                                             | 3:04  |
| 4.       | North              | 科特里爾        | 巴曼里 科特里爾 科頓塔爾 [a]                                                       | 3:33  |
| 5.       | Bags               | 科特里爾        | 巴曼里 科特里爾                                                                    | 4:20  |
| 6.       | Softly             | 科特里爾 巴曼里 | 巴曼里                                                                             | 3:05  |
| 7.       | Sofia              | 科特里爾 巴曼里 | 巴曼里                                                                             | 3:08  |
| 8.       | White Flag         | 科特里爾        | 巴曼里 科特里爾                                                                    | 3:01  |
| 9.       | Feel Something     | 科特里爾        | 巴曼里                                                                             | 2:57  |
| 10.      | Sinking            | 科特里爾        | 巴曼里 科特里爾                                                                    | 3:10  |
| 11.      | I Wouldn't Ask You | 科特里爾        | 巴曼里 科特里爾 科頓塔爾 [a] Burns Twins [a] 海莉·布里亞斯科（Hayley Briasco） [a] | 6:56  |
| 总时长： | 总时长：           | 总时长：        | 总时长：                                                                           | 40:39 |

註解
- ^[a]  表示副製作人。

## 製作人員
| 音樂家 - 克莱尔·科特里尔 – 主要人聲（全部曲目）、電吉他（1、4、5、8、10）、原聲吉他（1、5）、鼓編制（3–5、10）、鋼琴（5、8、11）、鼓編曲（5）、吉他獨奏（7）、合成器（10） - 羅斯坦·巴曼里 – 合成器（全部曲目）、貝斯（1、2、5–7、10）、鋼琴（1、2、8、9）、鼓編制（1、3、4、6–11）、電吉他（2、3、5–7、11）、原聲吉他（2、9）、大鍵琴（2）、合成貝斯（3）、美樂特朗（4）、808貝斯（4、8、11）、鼓編曲（5）、管風琴（6、10）、合成器編制（7）、貝斯編制（9） - 丹妮爾·海姆 – 鼓（2、5、7）、鼓編曲（5） - 彼得·科頓塔爾（Peter Cottontale）– Wurlitzer（outro of 2）、鍵盤（4）、鼓編制（4）、鋼琴（6）、合唱團編曲（6） - 尼克·布雷頓（Nick Breton）– 鼓編曲（5） Adderly學校合唱團 - 珍妮特·阿德利（Janet Adderley）– 領唱 - 魯比·尼曼（Ruby Nieman） - 奧利維亞·賓厄姆（Olivia Bingham） - 哈德森·馬克斯（Hudson Marks） - 克里斯多佛·范德奧赫（Christopher van der Ohe） - 迪婭·坎波多尼科（Deia Campodonico） - 錫耶納·凡蒂尼（Siena Fantini） - 希羅·菲利普斯（Hiro Phillips） | 技術人員 - 羅斯坦·巴曼里 – 錄製工程（全部曲目）、混音（10） - 道爾頓·里克斯（Dalton Ricks）– 錄製工程（全部曲目） - 卡里·辛格（Cary Singer）– 錄製工程（1、2、4、5、7–10） - 麥可·哈里斯（Michael Harris）– 錄製工程（2、7） - 尼克·布雷頓 – 錄製工程（4、5、8、10） - 內特·海德（Nate Head）– 錄製工程（7） - 湯姆·艾姆赫斯特 – 混音（1） - 尚恩·埃弗雷特– 混音（2、5、6、8、9） - 曼尼·馬羅奎茵 – 混音（3） - 戴夫·弗里德曼 – 混音（4、7） - 邁克·弗里德曼（Mike Fridmann）– 混音工程（4、7） - 艾米麗·拉扎爾 – 母帶製作 - 克里斯·奧爾古德（Chris Allgood）– 母帶製作助理 藝術 - 哈特·萊甚金娜（Hart Lëshkina）– 封面和封底攝影 - 比揚·貝拉希米（Bijan Berahimi）– 平面設計 - 吉米·貝（Jimmy Bui）– 室內攝影 - 邁克·埃亨（Mike Ahern）– 室內攝影 - 布羅迪·麥卡斯基（Brodie McCuskey）– 室內攝影 - 安吉拉·裡恰爾迪（Angela Ricciardi）– 室內攝影 - 諾蘭·費爾德帕什（Nolan Feldpausch）– 室內攝影 - 艾莉·科特里爾（Allie Cottrill）– 室內攝影 - 凱林·希爾·阿拉基（Cailin Hill Araki）– 室內攝影 - 布萊克·沃森（Blake Wasson）– 室內攝影 |

## 榜單
| 榜單（2019年）                            | 最高 排名 |
| ----------------------------------------- | --------- |
| 澳洲專輯榜（ARIA）                        | 73        |
| 加拿大（《告示牌》Canadian Albums Chart） | 79        |
| 法國專輯下載榜（SNEP）                    | 146       |
| 英國專輯下載榜（OCC）                     | 90        |
| 美国（《告示牌》200）                     | 51        |